# Tratado de Ginebra (1499)
El tratado de Ginebra de 1499 fue una alianza militar pactada entre el duque de Saboya Filiberto II y el rey de Francia Luis XII, por la que el primero permitiría el paso a través de sus territorios del ejército francés en su marcha contra el ducado de Milán, en los preparativos de la guerra italiana de 1499 - 1501.

## Contexto

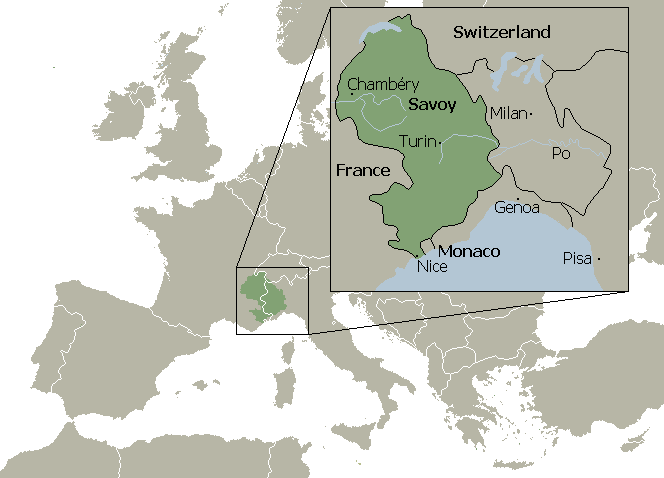
Saboya, entre Francia y Milán.

Poco después de su ascensión al trono en abril de 1498, el rey Luis XII de Francia alegó los derechos que le correspondían por razón de su ascendencia genealógica para reclamar la posesión del ducado de Milán, gobernado por el duque Ludovico Sforza, y del reino de Nápoles, bajo el reinado de Federico I. Dispuesto a tomar ambos países por la vía militar, entre 1498 y 1499 emprendió una serie de acuerdos con los principales estados del entorno: aseguró la neutralidad de Fernando el Católico por el tratado de Marcoussis; firmó el tratado de Blois con la república de Venecia, comprometiéndose a cederle la provincia de Cremona a cambio de su apoyo militar; ajustó otra alianza con el papa Alejandro VI y su hijo César Borgia de los Estados Pontificios ofreciéndoles su ayuda para conquistar la Romaña, y pactó con Suiza la posibilidad de levar mercenarios con los que poder reforzar su ejército. 
El ducado de Saboya, bajo el gobierno de Filiberto II, era paso obligado de las tropas francesas en su camino hacia Italia a través de los Alpes, por lo que Luis XII concluyó también un tratado con él. No hubo dificultades en el acuerdo, puesto que Savoya era un estado satélite de Francia, que ya anteriormente había tomado el gobierno del ducado durante la minoría de edad de los duques savoyanos.

## El tratado
Según los términos del acuerdo, firmado el 13 de mayo de 1499 en la ciudad suiza de Ginebra, el duque de Saboya se comprometía a permitir el paso de las tropas francesas a través de su territorio, y a contribuir a su ejército con 200 lanceros y 600 soldados de caballería, cuya manutención correría por cuenta del rey francés. En compensación, Filiberto recibiría una pensión de 22.000 libras anuales y su medio hermano Renato una de 10 000.

## Consecuencias
El ejército francés, bajo el mando de los franceses Louis De Ligny y Bérault Stuart d'Aubigny y el milanés Gian Giacomo Trivulzio, partió de Lyon en agosto de 1499 atravesando Saboya y tomando en un rápido avance las principales ciudades de Milán, iniciando así la guerra italiana de 1499 - 1501, que concluiría con la captura de Sforza en abril de 1500 y con la ocupación francesa del ducado de Milán.